# Mallory Burdette
Mallory Burdette (28 januari 1991) is een voormalig tennisspeelster uit de Verenigde Staten van Amerika. Zij begon op vierjarige leeftijd met tennis. Haar favoriete ondergrond is hardcourt. Zij speelt rechtshandig en heeft een tweehandige backhand. Zij was actief in het proftennis van 2012 tot en met 2014.
In 2006 maakte zij samen met haar oudere zus Lindsay haar grandslamdebuut op het dubbelspeltoernooi van het US Open. In de eerste ronde verloren zij van de Nederlandse Michaëlla Krajicek en de Amerikaanse Corina Morariu. In 2011 nam zij nogmaals deel aan het dubbelspel op het US Open, samen met landgenote Hilary Barte – deze keer bereikte zij de tweede ronde.
In 2012 speelde Burdette voor het eerst in de enkelspeltabel van een grandslamtoernooi, op het US Open waar zij was toegelaten door middel van een wildcard – zij bereikte de derde ronde, waarin zij verloor van Maria Sjarapova. Dit resultaat bracht haar ertoe haar studie aan de Stanford-universiteit op te geven, en beroepsmatig met het tennis verder te gaan.
Zij won twee ITF-titels, waaronder het $100.000-toernooi van Vancouver (Canada) in 2012.
Haar hoogste positie op de WTA-ranglijst is de 68e plaats, die zij bereikte in juni 2013.
In oktober 2014 nam zij afscheid van het beroepstennis, na een jaar van gedwongen inactiviteit wegens een aanhoudende schouderblessure.

## Posities op deWTA-ranglijst
Positie per einde seizoen:
| jaar | ranking enkelspel | ranking dubbelspel |
| ---- | ----------------- | ------------------ |
| 2011 | –                 | 369                |
| 2012 | 142               | 512                |
| 2013 | 141               | 530                |

## Resultaten grandslamtoernooien
| Legenda | Legenda                          |
| ------- | -------------------------------- |
| g.t.    | geen toernooi gehouden           |
| l.c.    | lagere categorie                 |
| –       | niet deelgenomen                 |
| G       | uitgeschakeld in de groepsfase   |
| 1R      | uitgeschakeld in de eerste ronde |
| 2R      | uitgeschakeld in de tweede ronde |
| 3R      | uitgeschakeld in de derde ronde  |
| 4R      | uitgeschakeld in de vierde ronde |
| KF      | uitgeschakeld in de kwartfinale  |
| HF      | uitgeschakeld in de halve finale |
| F       | de finale verloren               |
| W       | het toernooi gewonnen            |
| w-v     | winst/verlies-balans             |

### Enkelspel
| Toernooi        | 2012 | 2013 |
| --------------- | ---- | ---- |
| Australian Open | –    | –    |
| Roland Garros   | –    | 2R   |
| Wimbledon       | –    | 1R   |
| US Open         | 3R   | 1R   |

### Vrouwendubbelspel
| Australian Open | –  | –  | –  |
| Roland Garros   | –  | –  | 1R |
| Wimbledon       | –  | –  | –  |
| US Open         | 1R | 2R | 1R |